# Inmigración libanesa en Brasil
La inmigración libanesa en Brasil fue una de las corrientes migratorias más importantes que recibió el país sudamericano, convirtiéndolo al mismo tiempo en una de las comunidades libanesas más grandes del mundo fuera del Líbano.

## Historia
La inmigración de libaneses (y sirios) a Brasil comenzó a finales del siglo XIX, la mayoría de ellos procedentes del Líbano y más tarde de Siria. Desde entonces, 150.000 libaneses y sirios emigraron a Brasil. La inmigración al país sudamericano creció aún más en el siglo XX y se concentró principalmente en el estado de São Paulo, pero también se extendió a Minas Gerais, Goiás, Río de Janeiro y en menor medida, otras partes de Brasil.
Entre 1884 y 1933, 130.000 libaneses entraron a Brasil a través del puerto de Santos: el 65% de ellos eran católicos (católicos maronitas y católicos melquitas), el 20% eran ortodoxos orientales, el 10% eran musulmanes (chiitas, suníes) y alrededor del 5% eran drusos. Según informes del Consulado francés de esa época, los inmigrantes sirio-libaneses en São Paulo y Santos eran 130.000, en Pará 20.000, Río de Janeiro 15.000, Río Grande del Sur 14.000 y en Bahía 12.000. Durante la guerra civil libanesa (1975-1990), alrededor de 32.000 libaneses emigraron a Brasil.